# Ontario Junior Hockey League
L'Ontario Junior Hockey League è un campionato di hockey su ghiaccio canadese di livello Tier II Junior A ice hockey sotto la supervisione dell'Ontario Hockey Association e della Canadian Junior A Hockey League. La lega nacque nel 1993 dal cambio di nome della Central Junior B Hockey League. Le squadre che vi aderiscono hanno sede nelle seguenti zone: Greater Toronto Area, Southwestern Ontario, Central Ontario, Eastern Ontario, Golden Horseshoe e Northeastern Ontario. La OPJHL era la lega junior più grande del Canada.

## Storia
Nel 1993, per competere con la Metro Junior A Hockey League, la OHA promosse la Central Junior B Hockey League a Junior "A" e le diede il nome attuale; nello stesso anno fu poi creata la Canadian Junior A Hockey League. Dal 1994 le squadre dell'OPJHL hanno vinto 8 delle 13 Dudley Hewitt Cup di campioni del Canada centrale e hanno guadagnato la presenza nella Royal Bank Cup.
L'estate 1998 segnò la morte della Metro Junior A Hockey League, fondendosi nella OPJHL che stava crescendo in importanza. Questa ne incorporò quindi diversi team: Aurora Tigers, Bramalea Blues, Buffalo Lightning, Durham Huskies, Huntsville Wildcats, Markham Waxers, Muskoka Bears, North York Rangers, Pickering Panthers, Port Hope Buzzards, Shelburne Wolves, Syracuse Jr. Crunch, Thornhill Rattlers, Wellington Dukes e Wexford Raiders.
Attualmente nella OJHL giocano 35 squadre e per il 2006-07 sono stati ammessi anche gli Orangeville Crushers, in precedenza nella Midwestern Junior B Hockey League.
La OPJHL è organizzata in quattro leghe fra loro quasi indipendenti: fino alle semifinali playoff non ci sono incontri fra squadre delle diverse divisioni. North e South sono completamente indipendenti da West ed East ma giocano durante l'anno un limitato numero di incontri inter-divisione. Nei playoff, a partire dal 2007-08, partecipano solo le prime sei squadre di ogni divisione. Le prime due passano direttamente alle semifinali di Division. Si arriva quindi ad un campione di division. Poi i campioni di Est e Sud si sfidano al meglio delle sette partite e lo stesso fanno Ovest e Nord. I vincitori si sfidano per il titolo in un'altra serie al meglio delle sette, per vincere il Frank L. Buckland Trophy. I campioni possono poi competere per la Dudley Hewitt Cup, dove inseguono il diritto di prendere parte alla Royal Bank Cup.

## Le squadre
| East Division          |              |
| Squadra                | Città        |
| Kingston Voyageurs     | Kingston     |
| Wellington Dukes       | Wellington   |
| Port Hope Predators    | Port Hope    |
| Peterborough Stars     | Peterborough |
| Bowmanville Eagles     | Bowmanville  |
| Lindsay Muskies        | Lindsay      |
| Cobourg Cougars        | Cobourg      |
| Quinte West Pack       | Trenton      |
| South Division         |              |
| Markham Waxers         | Markham      |
| St. Michael's Buzzers  | Toronto      |
| Vaughan Vipers         | Vaughan      |
| North York Rangers     | North York   |
| Durham Fury            | Oshawa       |
| Toronto Jr. Canadiens  | Downsview    |
| Ajax Attack            | Ajax         |
| Toronto Dixie Beehives | Weston       |
| Pickering Panthers     | Pickering    |

| West Division        |             |
| Squadra              | Città       |
| Hamilton Red Wings   | Hamilton    |
| Georgetown Raiders   | Georgetown  |
| Oakville Blades      | Oakville    |
| Burlington Cougars   | Burlington  |
| Milton Icehawks      | Milton      |
| Mississauga Chargers | Mississauga |
| Streetsville Derbys  | Rexdale     |
| Brampton Capitals    | Brampton    |
| Buffalo Jr. Sabres   | Buffalo     |
| North Division       |             |
| Newmarket Hurricanes | Newmarket   |
| Huntsville Otters    | Huntsville  |
| Couchiching Terriers | Rama        |
| Aurora Tigers        | Aurora      |
| Stouffville Spirit   | Stouffville |
| Orangeville Crushers | Orangeville |
| Collingwood Blues    | Collingwood |
| Villanova Knights    | North York  |
| Seguin Bruins        | Humphrey    |

## Albo d'oro della Buckland Cup
- 2007 Aurora Tigers
- 2006 St. Michael's Buzzers
- 2005 St. Michael's Buzzers
- 2004 Aurora Tigers
- 2003 Wellington Dukes
- 2002 Brampton Capitals
- 2001 Thornhill Rattlers
- 2000 Brampton Capitals
- 1999 Bramalea Blues
- 1998 Milton Merchants
- 1997 Milton Merchants
- 1996 Newmarket 87's
- 1995 Brampton Capitals
- 1994 Orillia Terriers